# Mon oncle Napoléon (série télévisée)
Pour les articles homonymes, voir Mon oncle Napoléon (homonymie).
Mon oncle Napoléon (en persan : دایی جان ناپلئون, translittération : Da'i-i jan Napuli'un, traduction littérale : Cher oncle Napoléon) est une série télévisée en quatorze épisodes réalisée par Nasser Taghvai et diffusée par la Radio et télévision nationales iraniennes ou RTNI. La série est adaptée du roman éponyme d'Iraj Pezeshkzad publié à Téhéran en persan en 1973.

## Série télévisée
La télé-série est accueillie tout de suite par les téléspectateurs qui y voyaient un point de repère culturel, national et symbolique, avec quantité de personnages typiques de toutes les classes sociales de la société iranienne de cette époque en particulier, et de tous temps en général.

## Synopsis
L'histoire se passe à l'époque de l’occupation de l'Iran par des Alliés de la Seconde Guerre mondiale. La plus grande partie des scènes se déroule chez le narrateur.
Daii-jan (Cher Oncle) est un vieil officier de la brigade cosaque du colonel Vladimir Liakhov qui voue une grande admiration pour les prouesses de Napoléon Bonaparte. Par son anglophobie, il se croit toujours traqué par des Anglais. Son valet, Mash Qassem, partage les mêmes cauchemars que son maître. 
Les trois familles vivent dans une grande maison située dans l’ancienne avenue Laleh-Zar, une avenue somptueuse dans les années 1940. Le narrateur, Saeed, un jeune lycéen amoureux de sa cousine Layli, est préoccupé par une série de conflits familiaux entre son père, Agha jan, Cher oncle et Daii-jan Sarhang (l'oncle colonel) qui mettent en péril son amour. Il doit tout faire pour empêcher le mariage arrangé de Layli avec son cousin Puri, le fils de l'oncle colonel.

## Distribution
- Gholam-Hossein Naghshineh : Cher Oncle
- Parviz Fannizadeh : Mash Qassem
- Saeed Kangarani : le narrateur / Saeed
- Nosrat Karimi : le père de Saeed
- Parviz Sayyad : Assadollah Mirza
- Mohamad Ali Keshavarz : le colonel
- Esmaeil Davarfar : Doustali Khan
- Parvin Malakooti : Aziz al-Saltaneh
- Mir Mohammad Irvanloo : Dr Naser al-Hokama
- Kheirollah Tafreshi Azad : Shamsali Mirza
- Soussan Moghadam : Layli
- Bahman Zarinpour : Puri
- Zari Zandipour : Qamar
- Parvin Soleimani : la mère de Aspiran Ghiaasabadi
- Jahangir Forouhar : le député Taymour Khan
- Mohamad Varshouchi : le sous-officier Ghiaasabadi
- Mastaaneh Jazayeri : Akhtar
- Fereydoun Nariman : Asghar le Diesel
- Karmen Zaki : Farokh Laqa
- Mahmoud Lotfi : Shir Ali le Boucher
- Minoo Abrishami : Tahereh